# Biostabilizzazione
La biostabilizzazione è un'operazione di trattamento dei rifiuti che consiste nella produzione di frazione organica stabilizzata (FOS) a partire dalla frazione umida dei RUR (Rifiuti Urbani Residui).
Tale trattamento si articola in due fasi:
- un primo stadio di selezione meccanica, nel quale vengono rimosse le frazioni indesiderate (ingombranti, inerti) e viene ottenuta la separazione dimensionale in una frazione secca (sovvallo) e in una umida (sottovaglio)
- uno stadio di digestione aerobica della frazione umida, che può prevedere una triturazione del materiale per accelerare i processi biologici e una separazione magnetica per la rimozione dei metalli ferrosi.

La biostabilizzazione può essere condotta in cumuli a singolo stadio o in reattori chiusi a doppio stadio.

## Biostabilizzazione in cumuli a singolo stadio
Il trattamento in cumuli attua i processi ossidativi con una modalità blanda, basandosi sugli scambi naturali fra l'aria e la sostanza putrescibile. Se da una parte richiede bassi consumi di energia, dall'altra necessita di lunghi tempi di digestione. 
Per ovviare a questo inconveniente si ricorre ai sistemi in reattori chiusi.

## Biostabilizzazione in reattori chiusi a doppio stadio
Il trattamento avviene in questo caso in due fasi che prevedono:
- un primo stadio di ossidazione accelerata in reattore chiuso, in cui il contatto aria-frazione putrescibile è intensificato e il prodotto in uscita risulta in gran parte stabilizzato;
- un secondo stadio, detto di maturazione nel quale il prodotto parzialmente stabilizzato completa il processo mediante il sistema a cumuli; il contatto con l'aria avviene naturalmente o tramite periodici rivoltamenti.

Al termine, il prodotto maturato viene sottoposto ad un trattamento finale di raffinazione tramite sistemi meccanici di triturazione e vagliatura.

## Applicazioni
La  biostabilizzazione è applicata alla frazione putrescibile dei RUR per dare luogo alla cosiddetta frazione organica stabilizzata (FOS), prevalentemente come forma di pretrattamento a monte dello smaltimento in discarica finalizzata alla riduzione degli impatti connessi alla produzione di biogas e percolato, anche se, in particolari condizioni, la FOS può essere oggetto di forme di riutilizzo.